# Jackson Martínez
Jackson Arley Martínez Valencia (ur. 3 października 1986 w Quibdó) – kolumbijski piłkarz, który występował na pozycji napastnika. W latach 2009–2015 reprezentant Kolumbii.

## Kariera klubowa
Martínez jest wychowankiem małego klubu z Medellín, Deportivo Encizo. Stąd przeniósł się do pierwszoligowego zespołu Independiente Medellín. W Copa Mustang zadebiutował w 2004 roku pod wodzą trenera Pedro Sarmiento. W swoich pierwszych rozgrywkach zdobył cztery gole w dziewięciu meczach. Podczas trzech kolejnych sezonów grał nieregularnie, zanotował jednak piętnaście ligowych bramek. Jego talent zaczął się przejawiać w 2008 roku. Sezon później, podczas Copa Libertadores 2009 popisał się hat-trickiem w spotkaniu z urugwajskim Peñarolem. W marcu Martínez doznał kontuzji stopy. Ten złapany na treningu uraz wykluczył go na miesiąc ze spotkań swojej drużyny. Mimo to 22-letni piłkarz miał duży wkład w zdobycie mistrzostwa Kolumbii przez Independiente. W finałowym meczu z Atlético Huila zdobył dwie bramki, a całe rozgrywki zakończył z osiemnastoma golami na koncie, co dało mu tytuł króla strzelców ligi. Był to ponadto rekord trafień uzbieranych przez gracza w jednym sezonie w siedmioletniej historii rozgrywek piłkarskich w Kolumbii. Dziennik „El Tiempo” uhonorował go również prestiżową nagrodą dla piłkarza roku w ojczyźnie. W zimowym okienku transferowym pojawiły się spekulacje o zainteresowaniu 23-letnim napastnikiem ze strony dwóch zespołów argentyńskich: River Plate oraz Racing Club, a także meksykańskiej Amériki. Zespół utalentowanego Kolumbijczyka postawił jednak zaporową cenę wynoszącą pięć milionów dolarów. Independiente prowadziło też zaawansowane negocjacje z południowokoreańską drużyną Ulsan Hyundai – Martínez oświadczył jednak, że nie chce grać w K-League.
W styczniu 2010 zawodnik ostatecznie zdecydował się na wyjazd do Meksyku. Tam podpisał dwuletnią umowę z zespołem Jaguares de Chiapas, mającym siedzibę w Tuxtla Gutiérrez. Na konto Independiente wpłynęła suma ok. 3,5 miliona dolarów. W nowym zespole był typowany na następcę dotychczasowej gwiazdy Jaguares, Adolfo Bautisty, który został sprzedany do Guadalajary. Martínez w meksykańskiej Primera División zadebiutował 16 stycznia 2010, wchodząc na boisko w przerwie przegranego 0:1 meczu z Cruz Azul. 30 stycznia zanotował dwa gole w zremisowanym 2:2 spotkaniu z Tigres UANL – były to jego pierwsze trafienia w nowej lidze. Do końca sezonu strzelił jeszcze siedem bramek, w tym cztery w czterech meczach z rzędu – w siódmej, ósmej, dziewiątej i dziesiątej kolejce. Z dziewięcioma golami na koncie został najlepszym strzelcem Jaguares w rozgrywkach oraz wicekrólem strzelców Primera División – lepszy wynik bramkowy zanotowali jedynie Johan Fano, Javier Hernández i Hérculez Gómez, którzy uzbierali dziesięć trafień. Na początku czerwca 2010 był przymierzany do angielskiego Wigan ahletic na wypadek, gdyby nie powiódł się plan sprowadzenia Argentyńczyka Mauro Bosellego z Estudiantes La Plata. Powrócił też temat jego transferu do Amériki, szukającej napastników, którzy mogliby zastąpić postrzelonego Salvadora Cabañasa. W 2011 roku wziął udział w pierwszym międzynarodowym turnieju w historii Jaguares, Copa Libertadores, podczas którego piłkarze prowadzeni przez szkoleniowca José Guadalupe Cruza dotarli do ćwierćfinału, natomiast sam Martínez rozegrał cztery mecze i trzykrotnie wpisał się na listę strzelców. Przez ostatnie pół roku pełnił także funkcję kapitana drużyny, po odejściu z niej Christiana Valdeza.
W lipcu 2012 Martínez za sumę 9 milionów euro przeszedł do FC Porto, podpisując czteroletni kontrakt z klauzulą wykupu wynoszącą 40 milionów. Tym samym został bohaterem najwyższego transferu w historii ligi meksykańskiej, bijąc poprzedni rekord należący do Javiera Hernándeza. W nowym zespole zadebiutował 11 sierpnia w wygranym 1:0 meczu z Académicą Coimbra o superpuchar Portugalii – Supertaça Cândido de Oliveira – kiedy to w końcówce spotkania zdobył zwycięskiego gola dla Porto.
15 lipca 2015 podpisał czteroletni kontrakt z hiszpańskim klubem Atlético Madryt, finalizując transfer na kwotę 35 mln euro.
2 lutego 2016 został przetransferowany do chińskiego klubu Guangzhou Evergrande za kwotę 42 milionów euro.
28 lutego 2018 roku rozwiązał kontrakt i przeniósł się do portugalskiego klubu Portimonrnse SC. 7 grudnia 2020 roku zakończył piłkarską karierę.

## Kariera reprezentacyjna
Martínez po raz pierwszy został powołany do reprezentacji Kolumbii 26 sierpnia 2009, na kwalifikacyjne mecze z Ekwadorem i Urugwajem. Już w swoim debiucie międzynarodowym młody zawodnik Independiente strzelił pierwszą bramkę w reprezentacji – wystarczyło mu do tego siedemnaście minut w wygranym 2:0 spotkaniu z Ekwadorem. W meczu tym zmienił w 65. minucie Juana Zúñigę. W pojedynku z Urugwajem Martínez wszedł na plac gry w 57. minucie i sześć minut później strzelił wyrównującego gola. Mimo to Kolumbia przegrała 1:3. 1 października 2009 Martínez nie wykorzystał rzutu karnego w towarzyskim pojedynku z Meksykiem. W czwartym meczu w kadrze narodowej zawodnik zdobył trzecią bramkę w reprezentacji. Było to trafienie na 1:0 w ostatecznie przegranym 2:4 meczu kwalifikacyjnym z Chile (niektóre źródła zaliczają gola jako samobójcze trafienie Arturo Vidala). Kolumbijczycy ostatecznie nie zakwalifikowali się na Mundial w RPA.
W 2011 roku został powołany przez selekcjonera Hernána Darío Gómeza na rozgrywany w Argentynie turniej Copa América, podczas którego wystąpił tylko w jednym meczu, w roli rezerwowego, natomiast jego drużyna odpadła w ćwierćfinale.

## Sukcesy

### Klubowe
Independiente Medellín
- Mistrzostwo Kolumbii (1×): 2009 Finalización

Jaguares de Chiapas
- Copa Mesoamericana (1×): 2011

Porto
- Mistrzostwo Portugalii (1×): 2012/2013
- Superpuchar Portugalii (2×): 2012, 2013

### Indywidualne
- Król strzelców Categoría Primera A: 2009 Finalización (18 goli)
- Król strzelców Copa Mesoamericana: 2011 (5 goli)
- Król strzelców Primeira Liga: 2012/2013 (26 goli), 2013/2014 (20 goli), 2014/2015 (21 goli)
- MVP Superpucharu Portugalii: 2012
- Piłkarz miesiąca Primeira Liga: Październik 2012, Listopad 2012, Luty 2013
- Najlepsza dziesiątka piłkarzy z Ameryki Południowej: 2012